# Gerlmühle
Gerlmühle ist der Name eines Wasserkraftwerks an der Isar im Stadtbereich von Landshut an einem Mühlendurchstich zur Kleinen Isar.

## Geschichte
Schon 1433 soll am Ort des Kraftwerks eine Mühle gestanden haben. Die Gerlmühle war seit 1832 in Familienbesitz und wurde unter Einbau einer Kraftwerksturbine 1924 neu errichtet. Das von den Stadtwerken Landshut an Stelle der abgebrochenen Gerlmühle neu errichtete Wasserkraftwerk ging 1984 in Betrieb. Die Leistung beträgt 750 kW. Seit 2016 ist eine Modernisierung und Automatisierung der elektrotechnischen und maschinentechnischen Anlagen im Gange.